# Kind 44
Kind 44 (englischer Originaltitel: Child 44) ist ein Kriminalroman des britischen Schriftstellers Tom Rob Smith aus dem Jahr 2008. Er spielt in der stalinistischen Sowjetunion Anfang der 1950er Jahre. Gegen den Willen der Obrigkeit, die die Taten lieber vertuscht sehen möchte, versucht ein einzelner Polizist eine Mordserie an Kindern aufzuklären. Smith ließ sich bei seinem Roman vom Fall des Serienmörders Andrei Tschikatilo inspirieren. Die Trilogie um den sowjetischen Geheimpolizisten Leo Demidow wurde mit den Romanen Kolyma und Agent 6 fortgesetzt.

## Inhalt
Im Januar 1933 während der Hungersnot in der Ukraine jagen zwei Jungen auf der Suche nach Nahrung eine Katze. Plötzlich wird Pavel, der Ältere, von einem fremden Mann überfallen und verschleppt. Sein jüngerer Bruder, der in seiner Kurzsichtigkeit hilflose Andrej, kann seiner Mutter nur vom spurlosen Verschwinden des Bruders berichten.
Zwanzig Jahre später wird in Moskau ein kleiner Junge tot aufgefunden: nackt, mit aufgeschlitztem Bauch und Dreck im Mund. Doch weil ein brutales Tötungsdelikt in der Sowjetunion unter Stalin nicht ins ideologische Konzept eines durch den Kommunismus gebesserten Menschen passt, werden die Umstände des Fundes vertuscht. MGB-Offizier Leo Demidow erhält den Auftrag, den Vater des Jungen, seinen Freund und Arbeitskollegen Fjodor Andrejew, von einem Eisenbahnunfall auf den nahen Gleisen zu überzeugen und ihn nötigenfalls einzuschüchtern. Er tut dies mit Überzeugung, denn der ehemalige Kriegsheld ist ein treuer Anhänger des sowjetischen Systems. Erst die Verhaftung des vermeintlichen Spions Anatoli Brodsky, der ihm glaubhaft seine Unschuld versichert, weckt in Leo Zweifel am Vorgehen der Sicherheitsbehörden. Bei der Verfolgung Brodskys gerät Leo mit seinem Stellvertreter Wassili Nikitin aneinander, der skrupellos einen Freund Brodskys und dessen Frau exekutiert und erst durch Leos Eingreifen davon abgehalten werden kann, auch die beiden Kinder zu erschießen. Leo schlägt Wassili vor den Augen seiner Untergebenen nieder, was die beiden Männer zu unversöhnlichen Feinden macht.
Nach der Vernehmung Brodskys fordert Generalmajor Kuzmin einen Loyalitätsbeweis seines Protegés Leo ein, als er ihn auf seine eigene Frau Raisa ansetzt, die ebenfalls unter Spionageverdacht steht. Leo ringt lange mit sich, ob er seine Frau verraten und damit sich und seine Eltern vor dem drohenden Straflager retten soll. Den Ausschlag gibt Raisas überraschende Ankündigung, sie sei nach langen Jahren staatlich verpönter Kinderlosigkeit schwanger. Der vom Familienleben träumende Leo hält zu seiner Frau und enttäuscht damit seinen Gönner Kuzmin. Leo und Raisa werden gemeinsam in die sowjetische Provinz nach Wualsk verbannt, einer um ein Wolga-Werk entstandenen Industriestadt, wo der degradierte Leo zur Miliz versetzt wird. Auf der Fahrt erfährt er, dass Raisa ihn belogen hat. Sie hat von den Ermittlungen erfahren und die Schwangerschaft bloß erfunden, um sich zu retten. Als heimatlose Waise aus dem Großen Vaterländischen Krieg hervorgegangen hat sie stets nur versucht zu überleben. Sie wagte es nicht, die Avancen des einflussreichen MGB-Offiziers auszuschlagen, hasste ihn aber all die Ehejahre hindurch ebenso wie seine skrupellose Pflichterfüllung. Nach dieser Eröffnung scheint die Ehe zerrüttet, doch in den folgenden Wochen können die aufeinander angewiesenen Eheleute sich durch Leos Degradierung zum ersten Mal als gleichrangige Partner begegnen und so eine neue Beziehung aufbauen.
Auch die Arbeit weckt in Leo ein ungeahntes Interesse, als in Wualsk die Leiche eines jungen Mädchens aufgefunden wird, die an den Moskauer Kindermord erinnert. Leos Vorgesetzter General Nesterow versucht, die Tat einem geisteskranken Jungen unterzuschieben, und als ein zweiter Toter, dieses Mal ein Junge, aufgefunden wird, konzentriert er die Ermittlungen auf das in der Sowjetunion nicht minder rechtlose Milieu der Homosexuellen und lässt zahlreiche Homosexuelle verhaften und anklagen. Leo gelingt es, Zweifel in dem General zu wecken, sein Vertrauen zu gewinnen und ihn zu überreden, mit ihm gemeinsam heimliche Nachforschungen aufzunehmen. Sie decken auf, dass in den vergangenen Monaten zahlreiche Kinderleichen in der Nähe von Eisenbahnverbindungen aufgefunden wurden, die alle denselben Modus Operandi aufweisen. Doch ein Serienmörder ist auch in der post-stalinistischen Sowjetunion undenkbar, und so wurden alle Fälle gesellschaftlichen Randgruppen untergeschoben, um die Kriminalstatistik zu schönen. 43 Kinderleichen zählen sie; Arkadi Andrejew, an dessen Vertuschung er eigenhändig mitgewirkt hat, ist Kind 44.
Als Nesterows heimliche Untersuchungen auffliegen, fallen Leo und seine Frau in die Hände des MGBs und seines Intimfeindes Wassili. Unter Folter berichtet er von einer Entführung in seiner Kindheit und seinem richtigen Namen: Pavel. Auf dem Transport in ein Arbeitslager gelingt ihm gemeinsam mit Raisa die Flucht. Noch immer beseelt davon, den Kindermörder zur Strecke zu bringen, begeben sie sich nach Rostow am Don, dem Tatort der meisten Morde. Die einzige Verbindung nach Wualsk scheint in der Handelsbeziehung zwischen dem Wolgawerk und Rostselmasch zu liegen. In der Traktorfabrik kommt er einem auf dem sowjetischen Schwarzmarkt tätigen Tolkatsch auf die Spur, dessen Reisedaten exakt mit den aufgefundenen Kinderleichen übereinstimmen. Als er den Namen Andrej Trifomowitsch Sidorow liest, begreift Leo, dass es sich um seinen jüngeren Bruder handelt, zu dem er keinen Kontakt mehr hatte, seit er als kleiner Junge entführt worden war.
Andrej ist nicht überrascht, als sein Bruder ihn in seiner Wohnung aufsucht, denn wie sich herausstellt, hat er die ganze Mordserie nur inszeniert, um diesen auf sich aufmerksam zu machen und ihm wiederzubegegnen. Alle Details an den Leichen verweisen auf die Katzenjagd der beiden Brüder an jenem Tag, als Pavel entführt wurde. In das brüderliche Gespräch platzt Wassili, der den flüchtigen Leo nach Rostow verfolgt hat, doch er wird von Andrej erstochen, der stolz ist, dieses Mal seinen Bruder gerettet zu haben. Anschließend lässt er sich von Pavel alias Leo erschießen. Für diesen wendet sich mit der Aufklärung der Mordserie alles zum Guten. Er wird rehabilitiert und Leiter des ersten Morddezernats in der Sowjetunion. Gemeinsam mit seiner Frau Raisa adoptiert er die beiden Waisenkinder, deren Eltern Wassili erschoss.

## Hintergrund

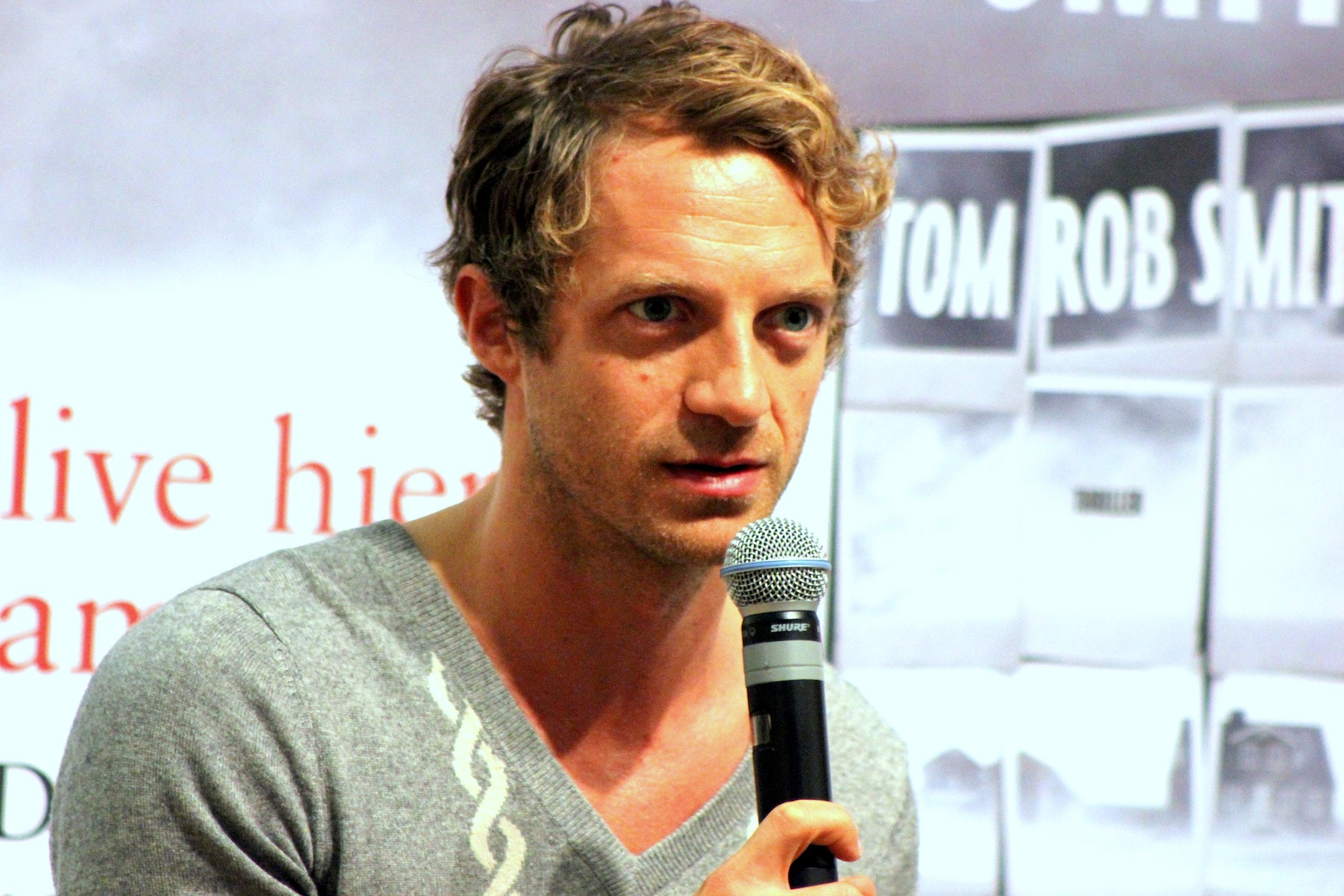
Tom Rob Smith auf der Frankfurter Buchmesse 2013

Inspiriert zu seinem Romandebüt wurde Tom Rob Smith nach eigenen Angaben durch den Fall des Serienmörders Andrei Tschikatilo, der im Zeitraum von 1978 bis 1990 mehr als 50 Menschen ermordete. Dass seine Taten über ein Jahrzehnt hinweg unaufgeklärt blieben, lag auch an den Schwierigkeiten der sowjetischen Justiz, die Existenz eines Serienmörders anzuerkennen. Indem Smith die Handlung in die 1950er Jahre verlegte, die Ära des Stalinismus, erhöhte er den Druck auf seinen Ermittler, der sich und seine Familie mit seinem Widerstand gegen die offizielle Linie in Lebensgefahr bringt. Eine beabsichtigte Ironie des Romans liegt darin, dass der Marxismus den Menschen als Produkt historischer Kräfte zu erklären versucht, der Serienmörder Andrej jedoch genau ein solches Produkt historischer Ereignisse ist, die ihren Ursprung im Holodomor haben, der teilweise als Völkermord der stalinistischen Sowjetunion am Volk der Ukraine gewertet wird. Smith, der die Hintergründe dieser Zeit dem Buch Ernte des Todes des britischen Historikers Robert Conquest entnahm, erklärte: „Der wahre Serienmörder des Buches ist die Sowjetunion, die Millionen umgebracht hat.“

## Rezeption
Der Roman Child 44 wurde in 36 Sprachen übersetzt und war für 17 internationale Auszeichnungen nominiert, von denen er sieben gewann. Unter anderem befand er sich auf der Longlist des Booker Prize, er gewann den Ian Fleming Steel Dagger Award und den Galaxy Book Award für den besten Neuautor. Die deutsche Übersetzung erreichte im Juli 2008 Platz 2 der Bestsellerliste des Spiegels in der Kategorie Hardcover/Belletristik und Rang 8 in der KrimiWelt-Bestenliste des Jahres 2008. Ebenfalls im Jahr 2008 wurde der Roman als Hörbuch aufgenommen, gesprochen von Bernd Michael Lade.
Im April 2015 kam eine Verfilmung des Romans von Daniél Espinosa in die amerikanischen Kinos. Die Hauptrollen spielen Tom Hardy als Leo Demidov, Noomi Rapace als seine Frau Raisa, Joel Kinnaman als Vasili Nikitin und Gary Oldman als General Timur Nesterov. In Russland wurden die Vorführungen nur einen Tag vor dem Premieren-Termin untersagt, mit der Begründung, der Film wäre im Vorfeld der Erinnerungsfeiern zum Sieg über den Nationalsozialismus unpassend.

## Ausgaben
- Tom Rob Smith: Child 44. Simon & Schuster, London 2008, ISBN 978-1-84737-127-0.
- Tom Rob Smith: Kind 44. Aus dem Englischen von Armin Gontermann. DuMont, Köln 2008, ISBN 978-3-8321-8056-0.

## Hörbücher
- Child 44. Hachette Audio, London 2008, ISBN 978-1-6002-4159-8 (11 CDs, gelesen von Dennis Boutsikaris).
- Kind 44. Lübbe Audio, Bergisch Gladbach 2008, ISBN 978-3-7857-3661-6 (6 CDs, 422 Min., bearbeitete Fassung gelesen von Bernd Michael Lade).